# VBC Biel-Bienne
VBC Biel-Bienne var en volleybollklubb från Biel/Bienne, Schweiz. Klubben grundades 1960. De nådde snabbt framgångar på damsidan och blev schweiska mästare tre gånger på 1960-talet samt vann Schweizer Cup två gånger (1962 och 1971). Herrlagets framgångar kom senare då de 1972-1981 vann både schweiska mästerskapet och  Schweizer Cup fem gånger.
Damlaget spelade 2011/2012 i Nationalliga A då de drog sig ur serien. och klubben lades ner.